# Курамшина
Курамшина — деревня в Кулуевском сельском поселении, Аргаяшского района, Челябинской области.

## Географическое положение
Расположена в юго-восточной части района, на берегу реки Саркалды Расстояние по дороге до центра Кулуева — 25 км.

## История
Деревня основана припущенниками в 1-й половине 19 века в черте Мухамедкулуевской волости Челябинского уезда Оренбургской губернии .

## Население
| 2002 | 2010 |
| ---- | ---- |
| 134  | ↗138 |

(в 1873 — 188, в 1900 — 197, в 1916 — 223, в 1970 — 127, в 1983 — 68, в 1995 — 62)

## Улицы
- Улица Зайни-Батыра
- Заречная улица